# Tampeng

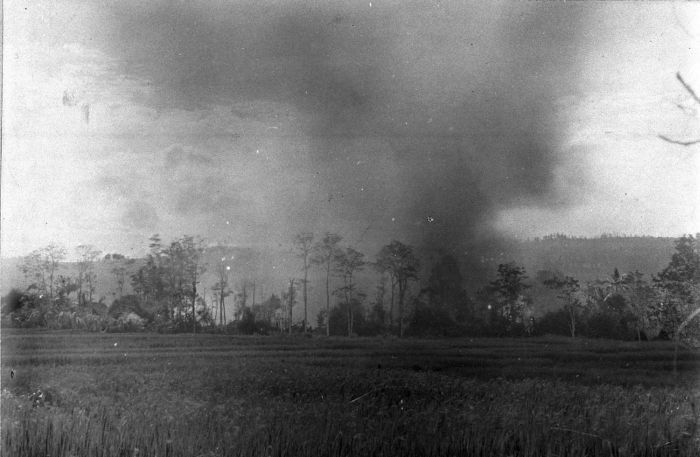
Gezicht op het gedeeltelijk in brand staande Tampeng, na de inname op 18 mei 1904 door de marechaussee tijdens de tocht naar de Gajo- en Alaslanden onder leiding van overste Van Daalen (1904).

Tampeng is een plaats in het bestuurlijke gebied Gayo Lues in de provincie Atjeh, Indonesië. Het dorp telt 732 inwoners (volkstelling 2010).